# Кілессо Сергій Костянтинович
Сергі́й Костянти́нович Кіле́ссо (28 березня 1931, Київ — 30 червня 2012, Київ) — український архітектор і мистецтвознавець, дійсний член Української академії архітектури, заслужений архітектор України, лауреат Державної премії України в галузі архітектури (1997, 2007).

## Біографія
Народився 28 березня 1931 року у Києві в родині відомого лікаря Костянтина Григоровича Кілессо. Після закінчення Київської художньої середньої школи імені Т. Г. Шевченка навчався на архітектурному факультеті Київського художнього інституту в майстерні В. Г. Заболотного. За дипломний проєкт «Критий стадіон на 10 000 місць» отримав «відмінно» і разом з колегами почав працювати над проєктом Палацу Спорту в «Київпроекті». Після закінчення інституту одержав направлення на роботу в Києво-Печерський заповідник на посаду завідувача відділу охорони і реставрації пам'яток архітектури.
Помер 30 червня 2012 року. Похований на Байковому кладовищі у Києві.

## Творчий доробок
Автор проєктів реставрації:
- Троїцької надбрамної церкви (1958—1962; у співавторстві з Є. Лопушинською);
- Корпусів соборних старців і клірошан Києво-Печерської лаври (1958—1965);
- Троїцької церкви Мотронинського монастиря (1964—1969);
- Іллінської церкви в с. Суботові (1977, іконостас — 1995);
- Присутствених місць у Чигирині (1993–1995; у співавторстві М. Андрущенко);
- Замку і нової каплиці Покрови Пресвятої Богородиці в Чигирині (1995).

Автор пам'ятників:
- Лесі Українці в Луцьку (1977; у співавторстві з архітектором В. Жигуліним; скульптори М. Обезюк, А. Німенко);
- Богдану Хмельницькому в с. Суботові (1995; скульптор Є. Кунцевич).

Розробив проєкти будівництва церкви Іона Богослова в с. Моринцях (1997) і Володимирського собору в Чигирині (1999).

## Праці
Автор понад 600 статей, наукових публікацій та есе, серед них:
- Черкаси: історико-архітектурний нарис. К., 1966;
- О. М. Вербицький — архітектор і педагог. К., 1966 (у співавт.);
- Керамика в архитектуре Украины. К., 1968;
- Канів: історико-архітектурний нарис. К., 1969;
- Мистецтво будівничих (1971);
- Киево-Печерская лавра. М., 1975;
- Донецьк: історико-архітектурний нарис. К., 1982 (у співавт.);
- Архітектура України на сучасному етапі. К., 1984 (у співавт.);
- Архитектура Крыма. К., 1986;
- Київ архітектурний. К., 1989;
- Конкурс на проєкт повоєнної відбудови Хрещатика — пошуки національної своєрідності. «Архітектурна спадщина України», 1995, вип. 2;
- Історія української архітектури. К., 2003 (у співавт.);
- Історія українського мистецтва (у співавт.);
- Архітектурні та мистецьки скарби Богданового краю. — Київ: Техніка, 2000. — 144 с. — 2000 прим. — ISBN 966-575-008-9.

## Премії, нагороди
- Заслужений архітектор України (1994);
- лауреат Державної премії України в галузі архітектури (1997, 2007);
- почесний доктор НДІТІАМ (1999).